# Broussonetia
Broussonetia es un género con 38 especies de árboles pertenecientes a la familia  Moraceae, son nativos del este de Asia.

## Especies seleccionadas
- Broussonetia billardii
- Broussonetia brasiliensis
- Broussonetia cordata
- Broussonetia cucullata
- Broussonetia dissecta
- Broussonetia elegans
- Broussonetia greveana
- Broussonetia harmandii
- Broussonetia kaempferi
- Broussonetia kazinoki
- Broussonetia kurzii
- Broussonetia papyrifera

## Sinonimia
- Allaeanthus Thwaites
- Papyrius Lam.
- Smithiodendron Hu
- Stenochasma Miq.